# 江銘鈞事件
江銘鈞事件是指1999年4月13日，中華民國陸軍澎湖防衛司令部工兵少尉預官江銘鈞離奇死亡的經過。

## 事件經過
少尉預官排長江銘鈞，服役於戰車旅工兵連，中央大學土木研究所畢業，家住南投縣魚池鄉。1999年4月13日上午十點在澎湖國軍英雄館405號房被清潔人員發現死亡，當時他穿軍用內衣躺在床上，而且雙手被反綁、頭上包著塑膠袋，頸子上還被綁著白色尼龍繩，檢察官到現場之後，不確定死亡原因而根據現場情況研判，他殺的可能性極高。

## 軍方說法
軍方發表聲明認為江銘鈞因為成功操演壓力太大而自殺，軍方也在聲明中說，江銘鈞在服役期間有適應不良的問題。